# División de Honor de bádminton
La División de Honor de Bádminton, actualmente denominada LaLigaSports TOP10, es la máxima categoría de la Liga Nacional de Clubes de bádminton. Participan en ella los 10 mejores clubes de España.

## Historia
Hasta la temporada 2004/2005, los cuatro primeros de cada grupo accedían a una eliminación directa por el título, que comenzaba en la ronda de cuartos de final, y dónde se cruzaban con los clasificados del otro grupo. Desde entonces y hasta la temporada 2014/2015, el formato cambió, de tal forma que participan 12 equipos divididos en dos grupos de 6. Cada equipo jugaba un total de 10 partidos en la fase regular, debiéndose enfrentar a todos los demás equipos de su mismo grupo a doble vuelta. 
Desde la temporada 2015/2016 hasta la 2020/2021 el formato pasó a ser de un único cuadro de 8 equipos (top 8), que juegan liga a doble vuelta. Se eliminaron los cuartos y semifinales por el ascenso y descenso, de tal forma que los dos primeros juegan la final, el último clasificado desciende matemáticamente y el penúltimo disputa una eliminatoria con el subcampeón de Primera Nacional, en caso de ser retado por este a un único encuentro, actuando como local el equipo retador.
A partir de la temporada 2021/2022 se retoma el formato de 10 equipos que se dividen en una primera fase regular de dos grupos de 5 equipos. Los dos primeros de cada grupo se cruzan en las semifinales, mientras que los dos últimos se cruzan para la permanencia.

## Reglamento
Cada partido consta, en sí mismo, por 7 enfrentamientos. El orden será propuesto por los entrenadores, y en caso de no llegar a un acuerdo el orden será el siguiente:
- Un partido de dobles mixto
- Un partido de dobles femenino
- Un partido de dobles masculino
- Primer partido individual femenino
- Primer partido individual masculino
- Segundo partido individual femenino
- Segundo partido individual masculino

Los entrenadores de cada equipo seleccionan a los jugadores que disputarán los 3 partidos de dobles y también elegirán al número 1 y 2 de individuales masculino y femenino. Antes de cada encuentro, se sortearan si los partidos individuales constan de los números 1 de un equipo contra el número 2 del otro (y viceversa) o si los números 1 y 2 se enfrentan entre ellos.
Cada partido ganado suma tres puntos en la clasificación de la liga. Cada uno de los 7 partidos se juega al mejor de 5 sets; para vencer en un set, un jugador o pareja deberá conseguir, al menos, 11 puntos. El saque inicial se realizará por sorteo y, a partir de ahí, lo efectuará el jugador o pareja que haya ganado el punto inmediatamente anterior.

## Historial
| Año     | Campeón                           | Resultado | Subcampeón                  |
| ------- | --------------------------------- | --------- | --------------------------- |
| 1986-87 | Club Bádminton Coruña             |           |                             |
| 1987-88 | Club Bádminton Seur Coruña        |           |                             |
| 1988-89 | CB Benalmádena                    |           |                             |
| 1989-90 | Escolapios-Nava                   |           |                             |
| 1990-91 | CB Benalmádena                    |           |                             |
| 1991-92 | Club Atlético Nadir               |           |                             |
| 1992-93 | CB Rinconada-Comprovi             |           |                             |
| 1993-94 | CB Rinconada                      |           |                             |
| 1994-95 | Club Atlético Nadir               |           | CB Rinconada                |
| 1995-96 | CB Alicante                       |           |                             |
| 1996-97 | CB Alicante                       |           |                             |
| 1997-98 | CB Alicante                       |           |                             |
| 1998-99 | CB Alicante                       |           |                             |
| 1999-00 | CB Alicante                       |           |                             |
| 2000-01 | CB Alicante                       |           |                             |
| 2001-02 | CB Alicante                       |           | CB Rinconada                |
| 2002-03 | CB Rinconada                      |           |                             |
| 2003-04 | CB Rinconada                      |           | CB Alicante                 |
| 2004-05 | CB Rinconada                      | 6-1/6-1   | CB Benalmádena              |
| 2005-06 | CB Rinconada                      |           |                             |
| 2006-07 | Soderinsa Rinconada               |           |                             |
| 2007-08 | Soderinsa Rinconada               | 5-2/4-3   | Xátiva-Valencia Terra i Mar |
| 2008-09 | Soderinsa Rinconada               | 4-3/4-3   | CB IES La Orden             |
| 2009-10 | Soderinsa Rinconada               | 3-4/4-3   | CB IES La Orden             |
| 2010-11 | Soderinsa Rinconada               | 4-3/4-3   | CB IES La Orden             |
| 2011-12 | Soderinsa Rinconada               | 4-3/4-3   | CB IES La Orden             |
| 2012-13 | Recreativo de Huelva-IES La Orden | 4-3/4-1   | Soderinsa Rinconada         |
| 2013-14 | Recreativo de Huelva-IES La Orden | 4-3/5-0   | Soderinsa Rinconada         |
| 2014-15 | CB Oviedo                         | 2-5/5-2   | Soderinsa Rinconada         |
| 2015-16 | Recreativo de Huelva-IES La Orden | 5-2/3-0   | Soderinsa Rinconada         |
| 2016-17 | Recreativo de Huelva-IES La Orden | 6-1/3-0   | CB Rinconada                |
| 2017-18 | Recreativo de Huelva-IES La Orden | 4-3/4-3   | CB Rinconada                |
| 2018-19 | Recreativo de Huelva-IES La Orden | 4-3/3-4   | CB Oviedo                   |
| 2019-20 |                                   |           |                             |
| 2020-21 | CB Oviedo                         | 4-3/3-4   | Club Bádminton Pitiús       |
| 2021-22 | Recreativo de Huelva-IES La Orden | 5-2/4-1   | CB Rinconada                |
| 2022-23 | Recreativo de Huelva-IES La Orden | 5-2/3-2   | CB Rinconada                |
| 2023-24 | Recreativo de Huelva-IES La Orden | 4-3/3-4   | CB Rinconada                |
| 2024-25 | Recreativo de Huelva-IES La Orden | 4-3/4-1   | Puertas Padilla Cartagena   |

## Clasificación histórica
| Pos.  | Club                        | Campeonatos | Subcampeonatos |
| ----- | --------------------------- | ----------- | -------------- |
| 1     | CB Rinconada                | 12          | 11             |
| 2     | CB IES La Orden             | 10          | 4              |
| 3     | CB Alicante                 | 7           | 1              |
| 4     | CB Benalmádena              | 2           | 1              |
| 5     | Club Atlético Nadir         | 2           | 0              |
| 6     | Bádminton Club Coruña       | 2           | 2              |
| 7     | CB Oviedo                   | 2           | 1              |
| 8     | Escolapios-Nava             | 1           | 0              |
| 9     | CB Paracuellos-Torrejón     | 0           | 1              |
| 10    | Xátiva-Valencia Terra i Mar | 0           | 1              |
| 11    | Club Bádminton Pitiús       | 0           | 1              |
| 12    | Puertas Padilla Cartagena   | 0           | 1              |
| TOTAL |                             | 38          |                |

Nota: Tabla incompleta, es posible que la clasificación varíe ligeramente al faltar información sobre subcampeones en numerosas ediciones.

## Premios
| Año  | Mejor jugador de la temporada | Mejor jugadora de la temporada           | MVP masculino final             | MVP femenino final             |
| ---- | ----------------------------- | ---------------------------------------- | ------------------------------- | ------------------------------ |
| 2016 | Pablo Abián (CB IES La Orden) | Noelia Jiménez (CB IES La Orden)         |                                 | Haideé Ojeda (CB IES La Orden) |
| 2017 | Pablo Abián (CB IES La Orden) | Haideé Ojeda (CB IES La Orden)           | Víctor Martín (CB IES La Orden) | Telma Santos (CB IES La Orden) |
| 2018 | Pablo Abián (CB IES La Orden) | Telma Santos (CB IES La Orden)           | Javier Sánchez (CB Rinconada)   | Nerea Ivorra (CB IES La Orden) |
| 2019 | Lino Muñoz (CB Oviedo)        | Ye ZhaoYing (CB Benalmádena)             | Pablo Abián (CB IES La Orden)   | Haideé Ojeda (CB IES La Orden) |
| 2020 |                               |                                          |                                 |                                |
| 2021 | Alberto Zapico (CB Oviedo)    | Paula López (CB Pitiús)                  |                                 |                                |
| 2022 | Pablo Abián (CB IES La Orden) | Haideé Ojeda (CB IES La Orden)           |                                 |                                |
| 2023 | Jaume Pérez (CB Rinconada)    | Eleni Christodoulou (CB Paracuellos)     |                                 |                                |
| 2024 | Pablo Abián (CB IES La Orden) | Georgina Eileen (Ravachol Pontevedra)    |                                 |                                |
| 2025 | Pablo Abián (CB IES La Orden) | Nerea Iborra (Puertas Padilla Cartagena) |                                 |                                |